# 나디아 타운젠드
나디아 타운젠드(Nadia Townsend, 1983년 1월 1일 ~ )는 오스트레일리아의 배우이다.
시드니에서 태어났다.

## 출연 작품
- 리틀 몬스터 (2019년) - 사라 역
- 컨실드 (2013년)
- 포겟 더 노이즈 (2012년)
- 노잉 (2009년) - 존의 여동생, 그레이스 역
- 왓 데이 돈 노우 (2007년)
- 대니 덱체어 (2003년)

### 텔레비전
- 파스케이프 (2002)
- City Homicide (2009-11)